# ピーター・グーバー
ピーター・グーバー（Howard Peter Guber 1942年3月1日 - ）は、アメリカ合衆国の映画プロデューサー、 NBA・ゴールデンステート・ウォリアーズ、MLB・ロサンゼルス・ドジャースの共同オーナー。

## 来歴
ボストンにユダヤ系アメリカ人の子として生まれる。シラキュース大学卒業後、ニューヨーク大学・ロー・スクールでJD（法務博士）及びLL.M.（法学修士）を取得。
卒業後は、コロンビア・ピクチャーズのスタジオ部門責任者を皮切りに、カサブランカ・レコード、フィルムワークス、ポリグラム・エンタテインメント、ソニー・ピクチャーズ・エンタテインメントでCEOなどの要職を歴任、映画プロデュース業を手掛ける。なお、1989年に長年のパートナーであるジョン・ピーターズと共にソニー・ピクチャーズの社長に任命されたが、2年後に解任された。
現在は自らが設立したマンダレイ・エンタテインメント・グループのCEOを務めるほか、UCLA大学院教授も務める。
2010年、NBA・ゴールデンステート・ウォリアーズのオーナーに、2012年、マジック・ジョンソンらと共にMLB・ロサンゼルス・ドジャースの共同オーナーに就任した。

## 主なプロデュース作品
- ザ・ディープ The Deep（1977）
- ミッドナイト・エクスプレス Midnight Express（1978）製作総指揮
- エンドレス・ラブ Endless Love（1981）製作総指揮
- 狼男アメリカン An American Werewolf in London（1981）製作総指揮
- ミッシング Missing（1982）製作総指揮
- オータム・ストーリー Six Weeks（1982）
- フラッシュダンス Flashdance（1983）製作総指揮
- D.C.キャブ D.C. Cab（1983）製作総指揮
- カラーパープル The Color Purple（1985）製作総指揮
- 殺人ゲームへの招待 Clue（1985）製作総指揮
- ビリージーンの伝説 The Legend of Billie Jean（1985）製作総指揮
- ビジョン・クエスト/青春の賭け Vision Quest（1985）
- 栄光のエンブレム Youngblood（1986）製作総指揮
- イーストウィックの魔女たち The Witches of Eastwick（1987）
- インナースペース Innerspace（1987）製作総指揮
- フーズ・ザット・ガール Who's That Girl（1987）製作総指揮
- レインマン Rain Man（1988）製作総指揮
- 愛は霧のかなたに Gorillas in the Mist（1988）製作総指揮
- デッドフォール Tango & Cash（1989）
- バットマン Batman（1989）
- 虚栄のかがり火 The Bonfire of the Vanities（1990）製作総指揮
- バットマン リターンズ Batman Returns（1992）製作総指揮
- ボーイズ・ライフ This Boy's Life（1993）製作総指揮
- きっと忘れない With Honors（1994）製作総指揮
- スリーピー・ホロウ Sleepy Hollow（1999）製作総指揮
- スコア The Score（2001）製作総指揮
- スターリングラード Enemy at the Gates（2001）
- あなたにも書ける恋愛小説 Alex & Emma'（2003）製作総指揮
- すべては愛のために Beyond Borders（2003）
- イントゥ・ザ・ブルー Into the Blue（2005）製作総指揮
- ジャケット The Jacket（2006）
- AIR/エア Air（2023）